# Bergen aan Zee
Bergen aan Zee est un village de la commune néerlandaise de Bergen, dans la province de la Hollande-Septentrionale. Le 1er janvier 2004, le village comptait 470 habitants.